# Cabo Trinidad
Cabo Trinidad (en inglés: Trinidad Head) es un promontorio rocoso rodeado por pilas de mar que alberga al puerto natural de Trinidad, adyacente a la ciudad de Trinidad, en el condado de Humboldt, al norte del estado de California, en los Estados Unidos, designado como señal histórica de California # 146.
El 9 de junio de 1775, dos exploradores españoles Navales, Bruno de Heceta y Juan Francisco de la Bodega y Quadra anclaron en la bahía de Trinidad. Dos días después, en domingo de Trinidad, el 11 de junio de 1775, Trinidad fue reclamada por España en nombre del Rey Carlos III por Heceta, sus hombres y dos padres franciscanos erigieron una cruz en la cima.